# Aeroportul Indulkana
Aeroportul Indulkana (IATA: IDK, ICAO: YIDK) este un aeroport din Australia de Sud, Australia.
Situat la o altitudine de 398 m, aeroportul dispune de o singură pistă.